# Cloruro di tetrafenilarsonio
Il cloruro di tetrafenilarsonio è un sale di arsonio quaternario.
A temperatura ambiente si presenta come un solido bianco quasi inodore. È un composto tossico, pericoloso per l'ambiente.